# Barron (Wisconsin, nagyváros)
Barron nagyváros (city) az Amerikai Egyesült Államok Wisconsin államában, Barron megyében, melynek megyeszékhelye is. Lakosainak száma 3733 fő (2020. április 1.).

## Népesség
A település népességének változása:

| 2010 | 3 423 |
| 2020 | 3 733 |